# Alice Helenklaken
Alice Leonora Helenklaken is een landschapsarchitect en ontwerper en boeddhiste uit Amsterdam.
Alice Helenklaken studeerde in 1993 af aan de Hogeschool voor de kunsten Utrecht. Ze is sinds 1994 artistiek leider van een ontwerpbureau voor de openbare ruimte. Haar kunstwerken leggen verbanden mat de historie of de omgeving waarin de objecten zijn geplaatst. Om de identiteit van de plekken te versterken en de kinderfantasie te prikkelen zijn veel objecten geschikt als speelobject.

## Werken
Voor het Ursulinenhof in Weert ontwierp ze met Sjoerd Hoogma het binnenterrein met elementen als gevelstenen (‘aandacht’ en ‘wijsheid’) en heiligenbeelden van het klooster maar ook een menhir 'de Veranderlijkheid'.

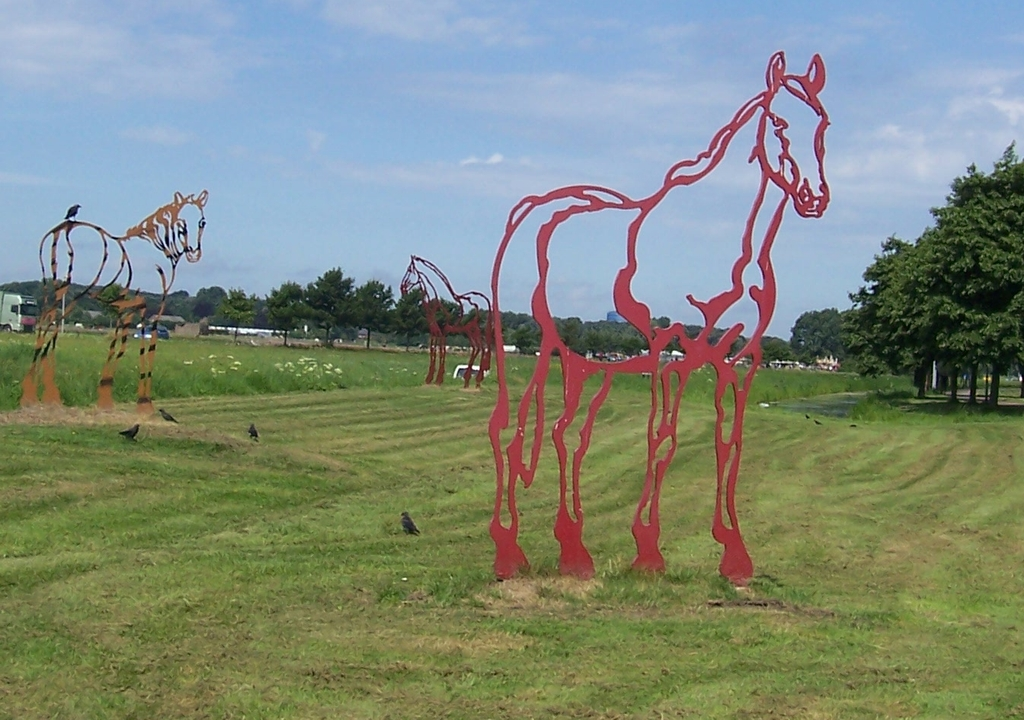
Paarden Valkenburg

- Recht op de wind, Molenplein Nijkerk (2015)
- Eieren, Molenplein Nijkerk (2015)
- De Potvis, Bataviastad, Flevoland (2012)
- Toverlantaarn en speelplaneten, Christiaan Huygensplein, Amsterdam (2010)
- Waterkunstwerk, Andreasplein Katwijk (2010)
- Klavers, Heino (2009)
- Jurk, Bataviastad, Flevoland (2009)
- Drie leeuwtjes, Leeuwenhoekstraat, Amsterdam (2005)
- De opengevallen kastanje, Kastanjeplein, Amsterdam (2003)
- Elf paarden, aan de N206 tussen Helmond en Beek en Donk (2003)[2]

## Fotogalerij

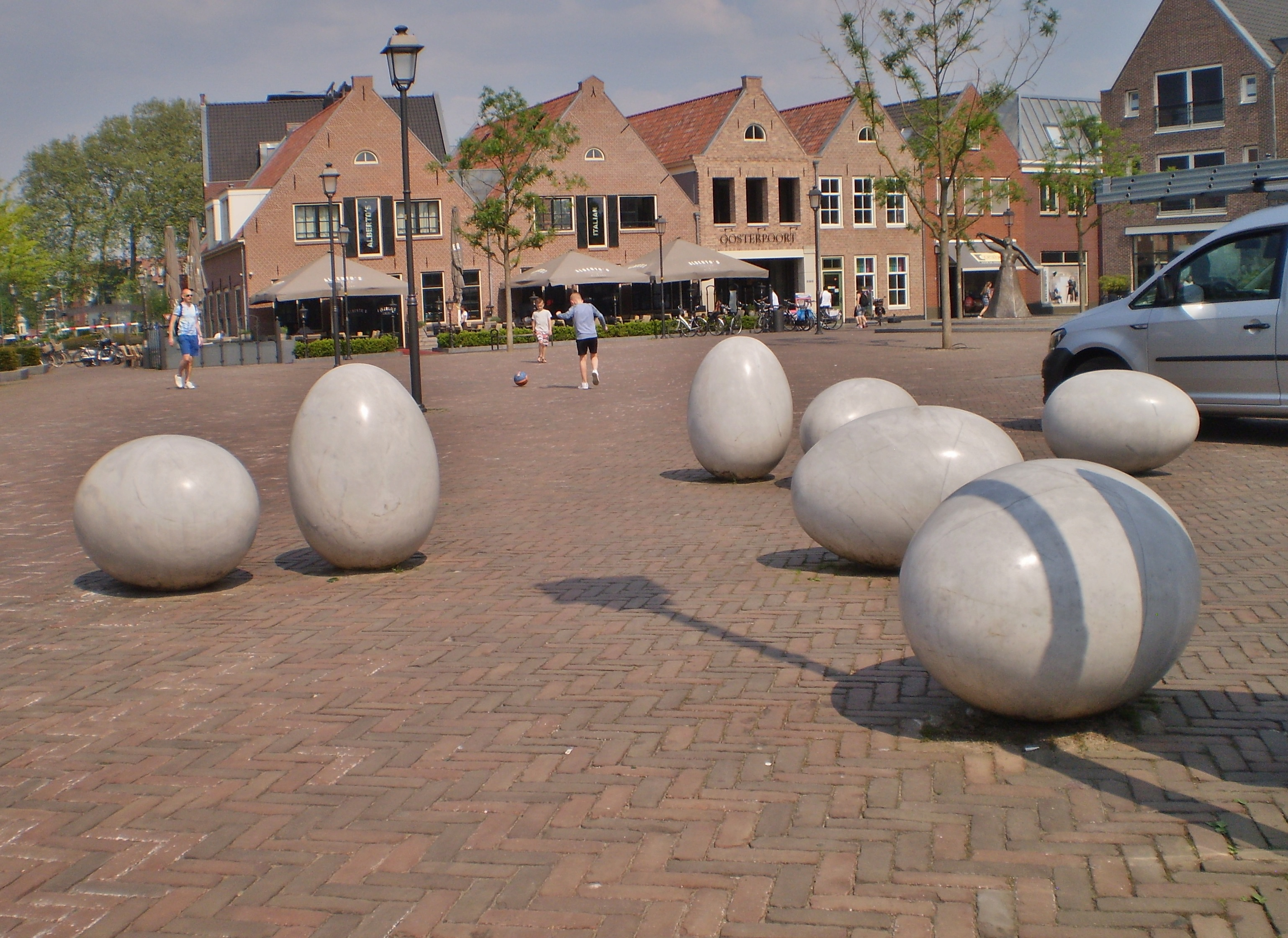
Eieren
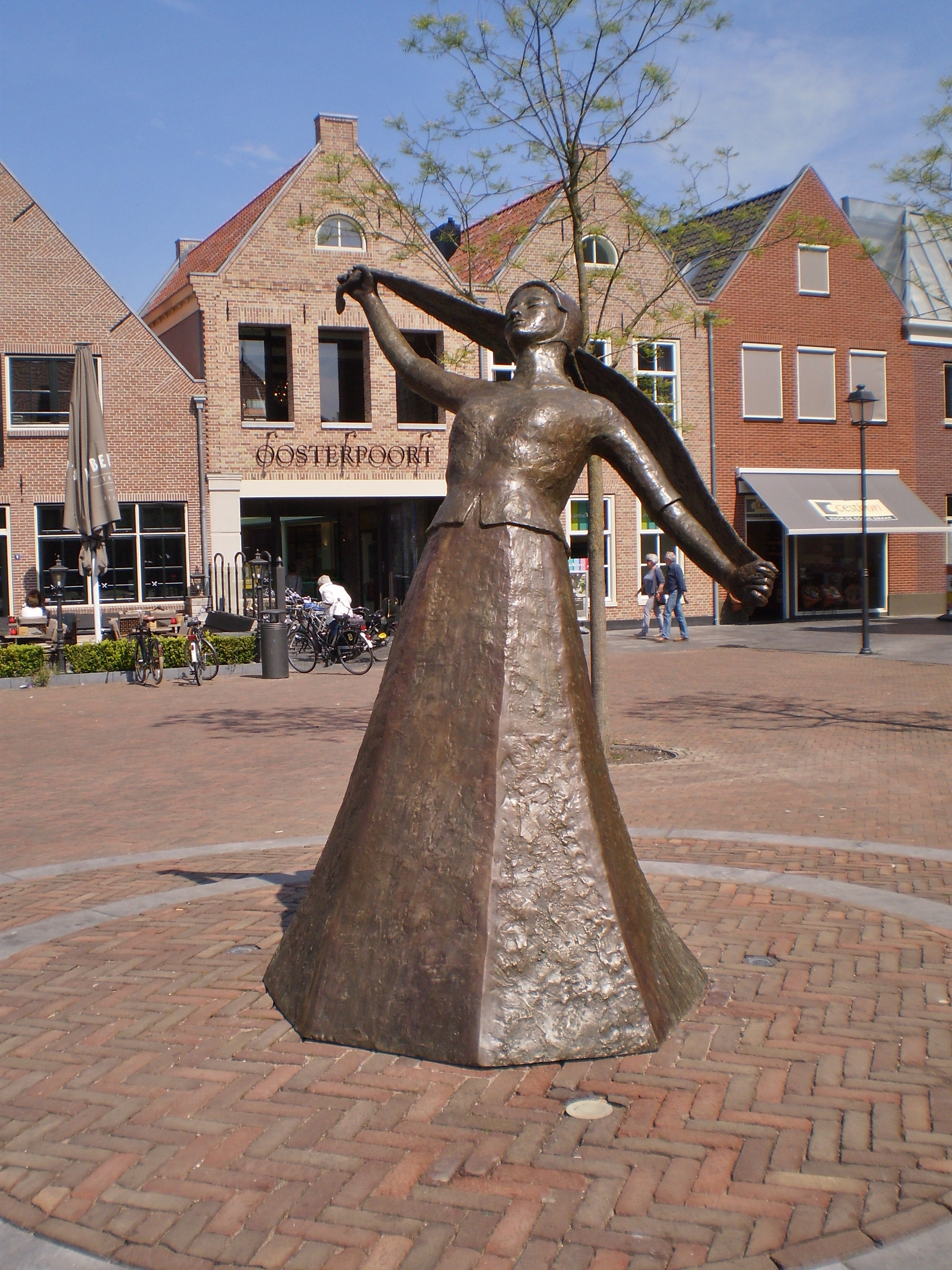
Recht op de Wind